# Porto Rico aux Jeux olympiques d'hiver de 1988
Porto Rico participe aux Jeux olympiques d'hiver de 1988, qui ont lieu à Calgary au Canada. Cette nation, représentée par neuf athlètes, prend part aux Jeux d'hiver pour la deuxième fois de son histoire. Elle ne remporte pas de médaille.

## Biathlon
| Épreuve      | Athlète         | Manquées 1 | Temps         | Rang |
| ------------ | --------------- | ---------- | ------------- | ---- |
| 10 km hommes | Elliot Archilla | 6          | 47 min 47 s 4 | 72   |

| Épreuve      | Athlète         | Temps             | Manquées | Temps ajusté 2    | Rang |
| ------------ | --------------- | ----------------- | -------- | ----------------- | ---- |
| 20 km hommes | Elliot Archilla | 1 h 38 min 57 s 6 | 13       | 1 h 51 min 57 s 6 | 68   |

1Une boucle de pénalité 150 mètres par cible manquée doit être parcourue.

2Une minute ajoutée par cible manquée.

## Luge
| Athlète       | Manche 1 | Manche 1 | Manche 2 | Manche 2 | Manche 3 | Manche 3 | Manche 4 | Manche 4 | Total          | Total |
| Athlète       | Temps    | Rang     | Temps    | Rang     | Temps    | Rang     | Temps    | Rang     | Temps          | Rang  |
| ------------- | -------- | -------- | -------- | -------- | -------- | -------- | -------- | -------- | -------------- | ----- |
| George Tucker | 50 s 748 | 36       | 50 s 249 | 34       | 51 s 688 | 33       | 54 s 440 | 36       | 3 min 27 s 125 | 34    |
| Raúl Muñiz    | 50 s 184 | 35       | 49 s 849 | 33       | 50 s 480 | 32       | 50 s 449 | 33       | 3 min 20 s 962 | 31    |

### Ski alpin

#### Hommes
| Athlète          | Épreuve      | Manche 1        | Manche 2        | Total           | Total           |
| Athlète          | Épreuve      | Temps           | Temps           | Temps           | Rang            |
| ---------------- | ------------ | --------------- | --------------- | --------------- | --------------- |
| Kevin Wilson     | Super-G      |                 |                 | N'a pas terminé | N'a pas terminé |
| Félix Flechas    | Super-G      |                 |                 | N'a pas terminé | N'a pas terminé |
| Walter Sandza    | Super-G      |                 |                 | 2 min 25 s 95   | 56              |
| Jason Edelmann   | Super-G      |                 |                 | 2 min 09 s 93   | 52              |
| Jason Edelmann   | Giant Slalom | N'a pas terminé | N'a pas terminé | N'a pas terminé | N'a pas terminé |
| Félix Flechas    | Giant Slalom | 1 min 38 s 01   | 1 min 34 s 99   | 3 min 13 s 00   | 67              |
| Walter Sandza    | Giant Slalom | 1 min 35 s 34   | 1 min 33 s 43   | 3 min 08 s 77   | 66              |
| Kevin Wilson     | Giant Slalom | 1 min 26 s 31   | 1 min 22 s 88   | 2 min 49 s 19   | 61              |
| Jorge Torruellas | Slalom       | N'a pas terminé | N'a pas terminé | N'a pas terminé | N'a pas terminé |
| Jason Edelmann   | Slalom       | 1 min 48 s 34   | 1 min 10 s 38   | 2 min 58 s 72   | 52              |
| Kevin Wilson     | Slalom       | 1 min 21 s 73   | 1 min 13 s 45   | 2 min 35 s 18   | 43              |

#### Femmes
| Athlète         | Épreuve      | Manche 1        | Manche 2        | Total           | Total           |
| Athlète         | Épreuve      | Temps           | Temps           | Temps           | Rang            |
| --------------- | ------------ | --------------- | --------------- | --------------- | --------------- |
| Mary Pat Wilson | Slalom géant | Disqualifiée    | Disqualifiée    | Disqualifiée    | Disqualifiée    |
| Mary Pat Wilson | Slalom       | N'a pas terminé | N'a pas terminé | N'a pas terminé | N'a pas terminé |